# Maestro (film fra 2023)
Maestro er en amerikansk film fra 2023 af Bradley Cooper.

## Medvirkende
- Carey Mulligan som Felicia Montealegre
- Bradley Cooper som Leonard Bernstein
- Matt Bomer som David Oppenheim
- Vincenzo Amato som Bruno Zirato
- Greg Hildreth som Isaac
- Michael Urie som Jerry Robbins